# Balatonszőlős
Balatonszőlős est un village et une commune du comitat de Veszprém en Hongrie.